# Coloring Book
Coloring Book es el nombre del Tercer MIX TAPE del rapero estadounidense Chance the Rapper. 
Lanzado el 13 de mayo de 2016, en Apple Music, antes de ser lanzado en otros sitios de Streaming como Spotify, Google Play etc. Fue el primer trabajo del rapero en aparecer en la lista Billboard 200 alcanzando el número ocho. Ganó el premio a mejor álbum de Rap de los Premios Grammy 2017. También fue el primer álbum de Streaming en ganar un Grammy.

## Historia
Después de lanzar el mixtape Acid rap en 2013, Chance The Rapper fue de gira con Macklemore & Ryan Lewis. Posteriormente se trasladó a Los Ángeles desde su ciudad natal, Chicago, en diciembre. Alquiló una mansión en el norte de Hollywood, a la que llamó Koi Kastle. Mientras trabajaba en la música y los ajustes comienza a escribir, él pasó sobre todo el tiempo que socializa con los amigos y J. Cole. 
```
También pase por numerosas relaciones y comense a sentirme improductivo y vacío.
[
4
]
 explicó a GQ
```

## Lista de canciones
| N.º | Título                                                                       | Duración |  |
| 1.  | «All We Got» (feat. Kanye West, Chicago Children's Choir)                    | 3:24     |  |
| 2.  | «No Problem» (feat. Lil Wayne, 2 Chainz)                                     | 5:05     |  |
| 3.  | «Summer Friends» (feat. Jeremih, Francis and the Lights)                     | 4:50     |  |
| 4.  | «D.R.A.M. Sings Special»                                                     | 1:41     |  |
| 5.  | «Blessings»                                                                  | 3:42     |  |
| 6.  | «Same Drugs»                                                                 | 4:18     |  |
| 7.  | «Mixtape» (feat. Lil Yachty, Young Thug)                                     | 4:54     |  |
| 8.  | «Angels» (feat. Saba Anglana)                                                | 3:26     |  |
| 9.  | «Juke Jam» (feat. Justin Bieber, Towkio)                                     | 3:40     |  |
| 10. | «All Night» (feat. Knox Fortune)                                             | 2:22     |  |
| 11. | «How Great» (feat. Jay Electronica, My Cousin Nicole)                        | 5:37     |  |
| 12. | «Smoke Break» (feat. Future)                                                 | 3:46     |  |
| 13. | «Finish LIne / Drown» (feat. T-Pain, Kirk Franklin, Noname, Eryn Allen Kane) | 6:47     |  |

## Posiciones en listas
| Lista (2016-17)                    | Mejor posición |
| ---------------------------------- | -------------- |
| Canadá (Billboard)                 | 20             |
| Irish Albums (IRMA)                | 81             |
| Norwegian Albums (VG-lista)        | 32             |
| Swedish Albums (Sverigetopplistan) | 56             |
| USA (Billboard 200)                | 8              |
| Top R&B/Hip-Hop Albums (Billboard) | 9              |
| Top Rap Albums (Billboard)         | 6              |

## Premios y nominaciones
| Año  | Premio             | Categoría          | Resultado | Ref.   |
| ---- | ------------------ | ------------------ | --------- | ------ |
| 2016 | BET Hip Hop Awards | Mejor Mixtape      | Ganador   | [ 10 ] |
| 2017 | Grammy             | Mejor Álbum de Rap | Ganador   | [ 11 ] |